# Paul Kintner
Paul Marvin Kintner jr. (* 11. Juli 1946 in Illinois; † 16. November 2010 in Ithaca, New York) war ein US-amerikanischer Geophysiker. Sein Schwerpunkt lag in der Erforschung der Phänomene des Weltraumwetters, Kosmischer Strahlen und der Polarlichter. In der Erforschung der Polarlichter war er ein Pionier.

## Leben
Kintner war der Sohn von Paul Marvin Kintner, sr. (1920–2013). Dieser war als promovierter Physiker unter anderem bei General Electric tätig und war einer der führenden Pioniere der frühen Computerelektronik-Forschung in den USA. Paul Kintner jr. studierte ab 1968 Physik an der University of Rochester; er promovierte in Plasmaphysik und den Zusammenhängen im Bezug auf die Polarlichter an der University of Minnesota 1974. Seit 1976 war er an der Cornell University in Ithaca tätig: bis 1981 zunächst als Dozent und Wissenschaftlicher Mitarbeiter, zwischen 1981 und 1991 als Honorarprofessor und dann, ab 1991, als ordentlicher Professor für Elektrotechnik und Computerbau.
Er begründete das wissenschaftliche Forschungszentrum für GPS-Technik an der Cornell University 1998. 2001 und 2002 war er Hauptverantwortlicher des NASA-Programms „Nasa-Living with a star/Geospace Mission Definition Team“.
Zwischen 2009 und 2010 war er im Zuge eines Jefferson Science Fellow des US-Außenministeriums der Berater der USA für die nationale und militärische Sicherheit im Bezug auf die Gefahren von Weltraumwetter, GPS und Polarlichtern für US-Präsident Barack Obama und die zuständigen Ministerien.
Kintner war Mitglied bedeutender naturwissenschaftlicher Akademien der USA, so der „American Geophysical Union“, Ehrenmitglied des „American Institute of Aeronautics and Astronautics“, Fellow der American Physical Society.
In Deutschland war Kintner in der Dokumentation "Geheimnisvolles Polarlicht" als Wissenschaftler zu sehen, die 2008, zwei Jahre vor seinem Tod, gedreht wurde. Darin wurde auch behauptet, eine von Kintner versehentlich falsch gesteuerte Rakete hätte Mitte der 1990er Jahre beinahe den Dritten Weltkrieg ausgelöst.
Paul Kintner war zweimal verheiratet und Vater von vier Kindern. Er starb am 16. November 2010 in seinem Haus in Ithaca an Bauchspeicheldrüsenkrebs.

## Forschung
Kintner forschte umfangreich. Zu seinen Schwerpunkten gehörten die Erforschung des Weltraumwetters in der Iono- und Magnetosphäre, dessen Auswirkung auf die Erde und auf GPS-Systeme, außerdem war er ein weltweit renommierter Forscher im Bereich der Erforschung des Polarlichtes, wo er mit eigens entwickelten Satelliten und Radarsystemen und GPS-Geräten versuchte, dem Phänomen der Polarlichter, zum Beispiel deren Formung, auf die Spur zu kommen. Er entwickelte viele GPS-Systeme für Raketen und Satelliten, die weltweit zum Einsatz kommen, um die Erdatmosphäre aufzeichnen und zu erforschen. Auch die Erforschung von Radio-Signalen – mensch- und nichtmenschgemachten – aus dem All gehörte zu seiner wissenschaftlichen Arbeit.
Auch war er ein Pionier in der Messung von Plasma-Wellen im Weltraum sowie der Wellenpartikel-Interaktionen. Er war als Autor und Co-Autor an der Verfassung von gut 180 Publikationen, Büchern und Artikeln tätig.
Trotz seiner Bedeutung auf dem Gebiet der Geophysik, der Polarlichtforschung und der Weltraumwetterforschung blieb Kintner zu Lebzeiten eher ein Leiser Vertreter seines Faches, der sich nicht den Populärwissenschaften andiente.

## Werk (Auswahl)
- Electronical Digital Techniques, 1968.
- Midlatitude Ionospherica Dynamics and Disturbances, 2008.